# Révolte de Kazan (1552-1556)
La Révolte de Kazan, ou Rébellion tatare de 1552–1556 est un mouvement de révolte contre le tsarat de Russie visant à rétablir le khanat de Kazan, que les Russes avaient conquis en octobre 1552.

## Contexte
Les armées rebelles sont principalement constituées de Tatars, de Tchouvaches, de Maris, de Mordves et d'Oudmourts. 
Certains Nogaïs sont également impliqués dans les combats. 
Des gouvernements indépendants rebelles sont formés à Çalım (en) et à Mişätamaq (en), dont les khans sont invités à se joindre à la Horde Nogaï. 
Les troupes russes commandées par Andreï Kourbsky et Alexandre Gorbati-Chouïski s'opposent aux  révoltés.
Au plus fort de la rébellion, les Tatars contrôlent la plus grande partie de l'ancien khanat. 
La ville de Kazan, ancienne capitale, reste cependant sous le contrôle russe. 
Ivan le Terrible envoie des renforts importants dans la région de Kazan et réprime sévèrement la résistance. 
Les morts sont estimés à plusieurs milliers,.